# Zamek w Bieruniu
Zamek w Bieruniu – nieistniejący zamek (gródek), który był położony w Bieruniu.

## Lokalizacja
Zamek miał się znajdować nad rzeką Mleczną, a jego lokalizacja pokrywała się z istniejącym kopcem z kapliczką św. Jana Nepomucena (rejon ulic: Kopcowej i Kadłubowej).

## Historia
Istnienie zamku nigdy nie zostało ostatecznie potwierdzone – ks. Jerzy Nyga wywodzi za Ludwikiem Musiołem fakt istnienia warowni z tego, że w dokumencie nadania wójtostwa w Bieruniu z 1327 roku miejscowość określana jest jako miasteczko grodowe (Borgstadel, Burgstadel). Sam gródek miał istnieć przynajmniej od 1295 roku i być siedzibą komesa Urbana. Za istnieniem gródka miało przemawiać również położenie Bierunia przy szlaku handlowym z Krakowa do Wrocławia i Opawy.
Według innych informacji, ok. X-XI wieku miał istnieć w Bieruniu gródek obronny otoczony drewnianą palisadą, a w latach 1327–1387 zamek. Brak jednak informacji o jego dalszych losach w źródłach pisanych ani wykopaliskach archeologicznych. 